# Just Dance 2025 Edition
Just Dance 2025 Edition es un videojuego de ritmo desarrollado y publicado por Ubisoft. Se dio a conocer el 18 de junio de 2024, durante la presentación Nintendo Direct de junio de 2024 como la decimosexta entrega de la serie Just Dance y el tercer paquete de canciones anual después de sus predecesores Just Dance 2023 Edition y Just Dance 2024 Edition, en celebración del decimoquinto aniversario de la serie. El videojuego se lanzó el 15 de octubre de 2024 para Nintendo Switch, PlayStation 5 y Xbox Series X/S.

## Modo de juego
Como en las anteriores entregas, el jugador tiene que seguir al entrenador de la pantalla como si este fuera su reflejo en un espejo.
La interfaz de usuario del juego es igual a la de Just Dance 2023 Edition y Just Dance 2024 Edition, ya que forman parte del mismo juego base, y a partir de ahora los lanzamientos anuales funcionan como paquetes de canciones que se añaden al juego cuando son adquiridas. Independientemente de si tienes o no la edición de 2023, 2024 o 2025, todos los jugadores se conectan a la misma plataforma y pueden jugar juntos en línea.

## Lista de canciones
Anunciado el 18 de junio de 2024 durante la emisión de Nintendo Direct, se confirma que las siguientes 40 canciones son las que trae el paquete de canciones de Just Dance 2025 Edition que se incorporarán al juego base una vez comprado:
| Canción                                  | Artista                               | Año  | Modo     | Dificultad             | Intensidad | Bailarín(a/es/as) |
| ---------------------------------------- | ------------------------------------- | ---- | -------- | ---------------------- | ---------- | ----------------- |
| BANG BANG! (My Neurodivergent Anthem)    | Galantis                              | 2023 | Solo     | Normal                 | Intensa    | ♂                 |
| Basket Case                              | Green Day                             | 1994 | Trío     | Fácil/Normal/Difícil   | Moderada   | ♂/♂/♂             |
| break up with your girlfriend, i'm bored | Ariana Grande                         | 2019 | Solo     | Normal                 | Relajada   | ♀                 |
| Calabria 2007                            | Enur ft. Natasja                      | 2007 | Trío     | Fácil                  | Moderada   | ♂/♀/♂             |
| Chattahoochee                            | Alan Jackson                          | 1993 | Cuarteto | Normal                 | Moderada   | ♂/♀/♀/♂           |
| Control Response                         | Hyper                                 | 2020 | Solo     | Fácil                  | Relajada   | ♂                 |
| Dubidubidu (Chipi Chipi Chapa Chapa)     | Christell                             | 2003 | Solo     | Fácil                  | Intensa    | ♀                 |
| Espresso                                 | Sabrina Carpenter                     | 2024 | Solo     | Normal                 | Relajada   | ♀                 |
| exes                                     | Tate McRae                            | 2023 | Solo     | Difícil                | Intensa    | ♀                 |
| Halloween’s Here                         | The Just Dance Band                   | 2024 | Cuarteto | Fácil                  | Relajada   | ♀/♀/♂/♂           |
| In the Shadows                           | The Rasmus                            | 2003 | Solo     | Normal                 | Relajada   | ♂                 |
| In Your Eyes (Remix)                     | The Weeknd ft. Doja Cat               | 2020 | Solo     | Normal                 | Moderada   | ♀                 |
| Lovin On Me                              | Jack Harlow                           | 2023 | Solo     | Difícil                | Moderada   | ♂                 |
| LUNCH                                    | Billie Eilish                         | 2024 | Solo     | Normal                 | Moderada   | ♀                 |
| Mi Gente Lo Siente                       | Don Elektron ft. Gotopo               | 2024 | Trío     | Fácil                  | Moderada   | ♀/♂/♂             |
| Move Your Body                           | The Sunlight Shakers                  | 2024 | Solo     | Fácil                  | Intensa    | ♂                 |
| My Heart Will Go On                      | Céline Dion                           | 1997 | Dúo      | Normal                 | Relajada   | ♀/♂               |
| One Last Time                            | Ariana Grande                         | 2014 | Solo     | Normal                 | Moderada   | ♀                 |
| Padam Padam                              | Kylie Minogue                         | 2023 | Solo     | Difícil                | Intensa    | ♀                 |
| Paint the Town Red                       | Doja Cat                              | 2023 | Solo     | Fácil                  | Moderada   | ♀                 |
| Party in the U.S.A.                      | Miley Cyrus                           | 2009 | Solo     | Fácil                  | Moderada   | ♀                 |
| Payphone                                 | Maroon 5 ft. Wiz Khalifa              | 2012 | Dúo      | Normal                 | Moderada   | ♂/♀               |
| Pink Venom                               | BLACKPINK                             | 2022 | Cuarteto | Normal                 | Moderada   | ♀/♀/♀/♀           |
| Play Date                                | Melanie Martinez                      | 2015 | Solo     | Normal                 | Moderada   | ♀                 |
| Poker Face                               | Lady Gaga                             | 2008 | Trío     | Difícil/Normal/Difícil | Moderada   | ♂/♀/♂             |
| Sleigh Ride*                             | The Ronettes (Ms Claus and the Elves) | 1963 | Solo     | Fácil                  | Relajada   | ♀                 |
| Something I Can Feel                     | Mandy Harvey                          | 2022 | Solo     | Difícil                | Relajada   | ♀                 |
| SpongeBob’s Birthday                     | Groove Century                        | 2024 | Dúo      | Fácil                  | Relajada   | ♂/♂               |
| Stop This Fire                           | Nius                                  | 2024 | Solo     | Fácil                  | Moderada   | ♀                 |
| Sunlight                                 | The Just Dance Band                   | 2024 | Dúo      | Normal                 | Intensa    | ♀/♂               |
| Sweet Melody                             | Little Mix                            | 2020 | Solo     | Normal                 | Moderada   | ♀                 |
| the boy is mine                          | Ariana Grande                         | 2024 | Solo     | Fácil                  | Moderada   | ♂                 |
| The Lion Sleeps Tonight (Wimoweh)        | The Tokens                            | 1961 | Solo     | Fácil                  | Relajada   | ♂                 |
| Training Season                          | Dua Lipa                              | 2024 | Solo     | Normal                 | Moderada   | ♀                 |
| Unstoppable                              | Sia                                   | 2016 | Solo     | Normal                 | Moderada   | ♂                 |
| Vogue                                    | Madonna                               | 1990 | Solo     | Normal                 | Moderada   | ♀                 |
| we can’t be friends (wait for your love) | Ariana Grande                         | 2024 | Solo     | Fácil                  | Relajada   | ♀                 |
| Whenever, Wherever                       | Shakira                               | 2001 | Solo     | Fácil                  | Moderada   | ♀                 |
| Yeah!                                    | Usher ft. Lil Jon                     | 2004 | Solo     | Difícil                | Intensa    | ♂                 |
| yes, and?                                | Ariana Grande                         | 2024 | Trío     | Fácil/Normal/Fácil     | Relajada   | ♀/♀/♂             |
| You Love Who You Love                    | Zara Larsson                          | 2024 | Solo     | Difícil                | Moderada   | ♀                 |

- (*) Cover o versión de la canción original.
- Las canciones yes, and?, Poker Face y Basket Case tienen distintos niveles de dificultad entre los bailarines a escoger.

## Versiones Alternativas
Just Dance 2025 Edition también se compone de las siguientes 11 rutinas alternativas de los sencillos principales:
| Canción             | Artista           | Año  | Nombre                   | Modo | Dificultad | Intensidad | Bailarín(a/es/as) |
| ------------------- | ----------------- | ---- | ------------------------ | ---- | ---------- | ---------- | ----------------- |
| Basket Case         | Green Day         | 1994 | Versión Bañera           | Solo | Fácil      | Relajada   | ♀                 |
| Espresso            | Sabrina Carpenter | 2024 | Versión Peluquería       | Trío | Fácil      | Relajada   | ♀/♀/♀             |
| Lovin On Me         | Jack Harlow       | 2023 | Versión Muuu             | Trío | Fácil      | Relajada   | ♂/♀/♀             |
| One Last Time       | Ariana Grande     | 2014 | Versión Extrema          | Solo | Extrema    | Intensa    | ♀                 |
| Paint the Town Red  | Doja Cat          | 2023 | Versión Extrema          | Solo | Extrema    | Intensa    | ♀                 |
| Party in the U.S.A. | Miley Cyrus       | 2009 | Versión Desfile de Noche | Dúo  | Difícil    | Intensa    | ♂/♂               |
| Pink Venom          | BLACKPINK         | 2022 | Versión Extrema          | Solo | Extrema    | Intensa    | ♀                 |
| Poker Face          | Lady Gaga         | 2008 | Versión Mágica           | Solo | Fácil      | Relajada   | ♀                 |
| Unstoppable         | Sia               | 2016 | Versión Boxeo            | Solo | Normal     | Intensa    | ♀                 |
| Vogue (NEAU)        | Madonna           | 1990 | Versión Salon de Fiestas | Solo | Normal     | Moderada   | ♀                 |
| Whenever, Wherever  | Shakira           | 2001 | Versión de Lana          | Solo | Fácil      | Moderada   | ♂                 |

- Una (NEAU) indica que la canción no está disponible en Emiratos Arabes Unidos

## Just Dance+
Just Dance®+ es un servicio de streaming de pago que da acceso a un catálogo en constante crecimiento con acceso a las canciones de las ediciones anteriores, nuevas canciones a lo largo de todo el año y ventajas exclusivas cada temporada. Para acceder al servicio necesitas poseer al menos una de las ediciones desde Just Dance 2023 Edition en adelante.

#### Canciones Exclusivas
Esta es la lista de canciones exclusivas que se suman al catálogo principal a través de este servicio:
| Canción                                  | Artista                               | Año  | Modo | Dificultad | Intensidad | Bailarín(a/es/as) | Fecha estreno           |
| ---------------------------------------- | ------------------------------------- | ---- | ---- | ---------- | ---------- | ----------------- | ----------------------- |
| Pigstep (Just Dance x Minecraft Version) | Lena Raine, Minecraft & Dancing Bros. | 2024 | Solo | Fácil      | Moderada   | ♂                 | 11 de diciembre de 2024 |
| Apple                                    | Charli XCX                            | 2024 | Solo | Fácil      | Intensa    | ♀                 | 28 de enero de 2025     |
| Feel So Close                            | Calvin Harris                         | 2011 | Solo | Normal     | Intensa    | ♂                 | 28 de enero de 2025     |
| i like the way you kiss me               | Artemas                               | 2024 | Dúo  | Fácil      | Intensa    | ♂/♀               | 28 de enero de 2025     |
| Centuries                                | Fall Out Boy                          | 2014 | Solo | Normal     | Intensa    | ♂                 | 18 de febrero de 2025   |
| La Bachata                               | Manuel Turizo                         | 2022 | Dúo  | Difícil    | Moderada   | ♀/♂               | 8 de abril de 2025      |
| Si Antes Te Hubiera Conocido             | KAROL G                               | 2024 | Solo | Fácil      | Moderada   | ♀                 | 8 de abril de 2025      |
| Soltera                                  | Shakira                               | 2024 | Dúo  | Fácil      | Moderada   | ♀/♀               | 8 de abril de 2025      |
| Material Girl                            | Madonna                               | 1984 | Solo | Fácil      | Relajada   | ♀                 | 20 de mayo de 2025      |
| TikiTaka                                 | Golazul                               | 2025 | Solo | Fácil      | Intensa    | ♀                 | 3 de julio de 2025      |

#### Canciones Legacy
Las canciones de entregas anteriores de Just Dance y presentadas anteriormente en Unlimited portadas al servicio (además de las 281 canciones que ya estaban disponibles desde Just Dance 2024 Edition) incluyen:
| Canción                     | Artista                                    | Año  | Fecha de adición                                                          | Juego original      |
| --------------------------- | ------------------------------------------ | ---- | ------------------------------------------------------------------------- | ------------------- |
| Airplanes                   | B.o.B ft. Hayley Williams                  | 2010 | 22 de octubre de 2024                                                     | Just Dance 3        |
| Shut Up And Dance           | Walk the Moon                              | 2014 | 22 de octubre de 2024                                                     | Just Dance 2016     |
| The Winner Takes It All     | ABBA                                       | 1980 | 22 de octubre de 2024                                                     | ABBA: You Can Dance |
| Despacito                   | Luis Fonsi ft. Daddy Yankee                | 2017 | 22 de octubre de 2024 (Classic) 6 de mayo de 2025 (Versión Extrema)       | Just Dance 2018     |
| Want U Back                 | Cher Lloyd ft. Astro                       | 2012 | 21 de noviembre de 2024                                                   | Just Dance 4        |
| Primadonna                  | Marina and the Diamonds                    | 2012 | 21 de noviembre de 2024                                                   | Just Dance 4        |
| Built For This              | Becky G                                    | 2013 | 21 de noviembre de 2024                                                   | Just Dance 2015     |
| Birthday                    | Katy Perry                                 | 2014 | 21 de noviembre de 2024                                                   | Just Dance 2015     |
| Mamma Mia                   | ABBA                                       | 1975 | 17 de diciembre de 2024                                                   | ABBA: You Can Dance |
| SOS                         | ABBA                                       | 1975 | 17 de diciembre de 2024                                                   | ABBA: You Can Dance |
| Dibby Dibby Sound           | DJ Fresh & Jay Fay ft. Ms Dynamite         | 2014 | 17 de diciembre de 2024                                                   | Just Dance 2021     |
| Volar                       | Lele Pons ft. Susan Diaz & Victor Cardenas | 2020 | 17 de diciembre de 2024                                                   | Just Dance 2021     |
| Le Freak                    | Chic                                       | 1978 | 21 de enero de 2025                                                       | Just Dance          |
| Nine in the Afternoon       | Panic! At The Disco                        | 2008 | 21 de enero de 2025                                                       | Just Dance 2        |
| Soul Bossa Nova             | Quincy Jones & His Orchestra               | 1962 | 21 de enero de 2025                                                       | Just Dance 2        |
| Knowing Me, Knowing You     | ABBA                                       | 1977 | 21 de enero de 2025                                                       | ABBA: You Can Dance |
| Rabiosa                     | Shakira ft. El Cata                        | 2010 | 17 de junio de 2025 (Classic) 28 de enero de 2025 (Versión Latin Fitness) | Just Dance 2016     |
| Firework                    | Katy Perry                                 | 2010 | 11 de febrero de 2025                                                     | Just Dance 2        |
| 365                         | Zedd & Katy Perry                          | 2019 | 11 de febrero de 2025                                                     | Just Dance 2020     |
| Oh No!                      | Marina and the Diamonds                    | 2010 | 25 de febrero de 2025                                                     | Just Dance 4        |
| Break Free                  | Ariana Grande ft. Zedd                     | 2014 | 25 de febrero de 2025                                                     | Just Dance 2015     |
| That's Not My Name          | The Ting Tings                             | 2008 | 11 de marzo de 2025                                                       | Just Dance 2        |
| Watch Me (Whip/Nae Nae)     | Silentó                                    | 2015 | 11 de marzo de 2025                                                       | Just Dance 2017     |
| The Final Countdown         | Europe                                     | 1986 | 25 de marzo de 2025                                                       | Just Dance 4        |
| X                           | Nicky Jam ft. J Balvin                     | 2018 | 25 de marzo de 2025                                                       | Just Dance 2020     |
| Wake Me Up Before You Go-Go | Wham!                                      | 1984 | 10 de abril de 2025                                                       | Just Dance 2        |
| Circus                      | Britney Spears                             | 2008 | 10 de abril de 2025 (Classic)                                             | Just Dance 2016     |
| Love Me Again               | John Newman                                | 2013 | 22 de abril de 2025                                                       | Just Dance 2015     |
| RADICAL                     | Dyro & Dannic                              | 2014 | 22 de abril de 2025 (Versión Casco)                                       | Just Dance 2017     |
| Macarena                    | Los del Río (The Girly Team)               | 1995 | 6 de mayo de 2025                                                         | Just Dance 2015     |
| Summer                      | Calvin Harris                              | 2014 | 21 de mayo de 2025 (Versión Fitness)                                      | Just Dance 2015     |
| Diggy                       | Spencer Ludwig                             | 2016 | 21 de mayo de 2025                                                        | Just Dance 2018     |
| Boom                        | Reggaeton Storm                            | 2006 | 3 de junio de 2025                                                        | Just Dance 3        |
| Little Swing                | AronChupa ft. Little Sis Nora              | 2016 | 3 de junio de 2025                                                        | Just Dance 2017     |
| Timber                      | Pitbull ft. Kesha                          | 2013 | 17 de junio de 2025                                                       | Just Dance 2014     |

## Premios y nominaciones
| Año  | Premio              | Nominado                | Categoría          | Resultado | Referencias |
| ---- | ------------------- | ----------------------- | ------------------ | --------- | ----------- |
| 2025 | Kids' Choice Awards | Just Dance 2025 Edition | Videojuego del año | Nominado  | [ 4 ]       |